# Ericydnus metriocerus
Ericydnus metriocerus är en stekelart som beskrevs av Masi 1921. Ericydnus metriocerus ingår i släktet Ericydnus och familjen sköldlussteklar.
Artens utbredningsområde är Libya. Inga underarter finns listade i Catalogue of Life.